# David Rivelazioni Italiane
Il David Rivelazioni Italiane o Premio David Rivelazioni Italiane - Italian Rising Stars è un premio che viene assegnato con regolarità dalla giunta dei David di Donatello ad attori e attrici emergenti dal 2023. Nasce dalla collaborazione dell’Accademia del Cinema Italiano con l’Area Cinema di Fondazione Sistema Toscana e viene assegnato a un massimo di sei interpreti (attori italiani e attrici italiane rivelazione/emergenti) che non abbiano ancora compiuto 28 anni allo scadere dell’anno dell’edizione in corso del Premio, e che non abbiano mai ricevuto una candidatura ai Premi David di Donatello. Il Premio è reso possibile dalla collaborazione tra varie e importanti professioni dell’industria del cinema, sotto l’egida delMinistero della Cultura, avvalendosi della collaborazione della Regione Toscana, del Comune di Firenze e di Fondazione CR Firenze e Camera di Commercio di Firenze.
Il Premio viene assegnato a un massimo di sei interpreti con età compresa tra i 18 e 28 anni al 31 dicembre dell'anno precedente a quello di svolgimento della cerimonia di premiazione; inoltre i vincitori non devono aver mai ricevuto una candidatura ai Premi David di Donatello in altre categorie.
Nel corso dell'anno, i sei attori sono  protagonisti di un percorso di formazione che si svolge a Firenze, seguiti da mentori d’eccezione che mettono  a loro disposizione la loro esperienza e  professionalità.

## Albo d'oro
- 2024:
  - Cecilia Bertozzi
  - Domenico Cuomo
  - Michele Eburnea
  - Leonardo Maltese
  - Fotinì Peluso
  - Yile Vianello
- 2025:
  - Federico Cesari
  - Celeste Dalla Porta
  - Carlotta Gamba
  - Matteo Oscar Giuggioli
  - Tecla Insolia
  - Emanuele Palumbo